# Cuincy
Cuincy é uma comuna francesa na região administrativa de Altos da França, no departamento de Nord. Estende-se por uma área de 7,01 km². Em 2010 a comuna tinha 6 519 habitantes (densidade: 930 hab./km²).